# カムニャーノ
カムニャーノ（伊: Camugnano）は、イタリア共和国エミリア＝ロマーニャ州ボローニャ県にある、人口約1,800人の基礎自治体（コムーネ）。

## 地理

### 位置・広がり

#### 隣接コムーネ
隣接するコムーネは以下の通り。括弧内のPOはプラート県、PTはピストイア県所属を示す。
- カンタガッロ (PO)
- カステル・ディ・カージオ
- カスティリオーネ・デイ・ペーポリ
- グリッツァーナ・モランディ
- サンブーカ・ピストイエーゼ (PT)
- ヴェルニオ (PO)

### 気候分類・地震分類
カムニャーノにおけるイタリアの気候分類 (it) および度日は、zona E, 2997 GGである。
また、イタリアの地震リスク階級 (it) では、zona 3 (sismicità bassa) に分類される。

## 行政

### 分離集落
カムニャーノには以下の分離集落（フラツィオーネ）がある。
- Baigno, Bargi, Brasimone, Burzanella, Carpineta, Chiapporato, Guzzano, La Guardata, Mogne, San Damiano, Stagno, Trasserra, Verzuno, Vigo